# Early Bird
Early Bird är ett svenskt företag som utnyttjar distributionsnäten för morgontidningar för distribution av andra produkter, såsom tidskrifter, brev och paket. Detta möjliggör rikstäckande utdelning måndag-lördag före kl 07.00. Företaget ägs gemensamt av ett flertal mediehus; Bonnier News, Stampen, Gota Media, NTM och NWT Media.
Sedan den 1 September 2022 heter bolaget Early Bird (Early Bird AB) och har bytt ägarstruktur (till ovan nämnda). Innan dess hette bolaget MTD (förkortning för "morgontidig distribution") och ägdes då av de utbärningsföretag som levererar morgontidningar i Sverige, dvs Premo, Västsvensk Tidningsdistribution, Point Logistik, Tidningstjänst AB, Svensk Morgondistribution, Prolog och NTM Distribution. Tel  +46 8 531 945 00